# اراگونی دا سیلوا سانتوس
اراگونی دا سیلوا سانتوس (انگلیسی: Aragoney da Silva Santos؛ زادهٔ ۷ مارس ۱۹۸۷) بازیکن فوتبال اهل برزیل است.